# Horologium oscillatorium
Horologium oscillatorium: sive de motu pendulorum ad horologia aptato dimostrationes geometricae (latino per "L'orologio a pendolo: o dimostrazioni geometriche riguardanti il movimento della pendola applicato agli orologi") è un trattato pubblicato da Christiaan Huygens nel 1673; è la sua opera principale su pendoli e orologeria. È considerata una delle tre opere più importanti sulla meccanica del XVII secolo, assieme ai Discorsi e dimostrazioni matematiche intorno a due nuove scienze di Galileo (1638) e ai Philosophiae Naturalis Principia Mathematica di Newton (1687).

## Contenuto

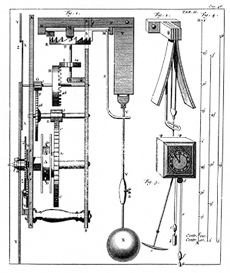
Illustrazione dell'orologio a pendolo sperimentale 1673 di Huygens dell'oscillatorio Horologium. Huygens posizionò delle "guance" di metallo a forma cicloidale su entrambi i lati della corda del pendolo, per forzare il pendolo a muoversi su un percorso cicloidale, per aumentare la precisione.

Il libro è diviso in cinque parti, in cui la prima parte contiene le descrizioni dei disegni dell'orologio, mentre il resto del libro è dedicato all'analisi del movimento del pendolo e alla teoria delle curve. Nella seconda parte del saggio, Huygens afferma tre ipotesi sul moto dei corpi; si tratta essenzialmente della legge di inerzia e la legge di composizione del "moto". Egli utilizza queste tre regole per ricavare lo studio originale di Galileo sui corpi in caduta, basato su un quadro logico più chiaro. Studia quindi la caduta forzata, ottenendo la soluzione al problema della tautocrona dato da una curva cicloide e non da un cerchio come aveva concepito Galileo.
Nella terza parte del libro, Huygens delinea una teoria delle evolute e della rettifica delle curve.
La quarta parte del libro riguarda lo studio del centro di oscillazione. Le derivazioni delle proposizioni in questa parte si basano su una singola ipotesi: che il baricentro degli oggetti pesanti non può sollevarsi, che Huygens usò come principio di lavoro virtuale. Nel processo, Huygens ottenne soluzioni a problemi dinamici come il periodo di un pendolo oscillante, nonché un pendolo composto, il centro di oscillazione e la sua intercambiabilità con il punto di articolazione e il concetto di momento di inerzia. L'ultima parte del libro fornisce proposizioni relative ai corpi in moto circolare uniforme, senza prove, e afferma le leggi della forza centrifuga per il moto circolare uniforme.
Il libro è anche noto per la sua dedica stranamente formulata a Luigi XIV. La comparsa del libro nel 1673 fu una questione politica, poiché a quel tempo i Paesi Bassi erano in guerra con la Francia; Huygens era ansioso di mostrare la sua fedeltà al suo patrono, come può essere visto nell'ossequiosa dedica al re di Francia.